# I Write Sins Not Tragedies
Singles de Panic! at the Disco
The Only Difference Between Martyrdom and Suicide Is Press Coverage
(2005) But It's Better If You Do
(2006)
I Write Sins Not Tragedies est une chanson de Panic! at the Disco sortie le 27 février 2006 en tant que deuxième single du premier album studio du groupe, A Fever You Can't Sweat Out, sur les labels de Fueled by Ramen et Decaydance. La chanson atteint la septième place du Billboard Hot 100, atteignant ainsi le meilleur classement de Panic! at the Disco jusqu'à la sortie de High Hopes en 2018.

## Écriture
Dans une interview donnée en 2018, Brendon Urie explique la genèse de la chanson : « nous étions coincés dans une salle de répétitions à Vegas et tous les groupes autour de nous se ressemblaient... Nous devions nous écarter totalement de ça » (« we were trapped in a practice space in Vegas and every band around us sounded the same…We had to move completely away from it » »).
Le titre de la chanson ferait référence à un passage du roman Shampoo Planet de Douglas Coupland, dans lequel on peut lire « What I write are not sins; I write tragedies ». Un autre titre de l'album A Fever You Can't Sweat Out fait également référence au roman (London Beckoned Songs About Money Written by Machines).
En raison de paroles vulgaires, plusieurs radios demandent une version éditée du morceau où les mots litigieux sont remplacés par un « sh ».

## Clip vidéo

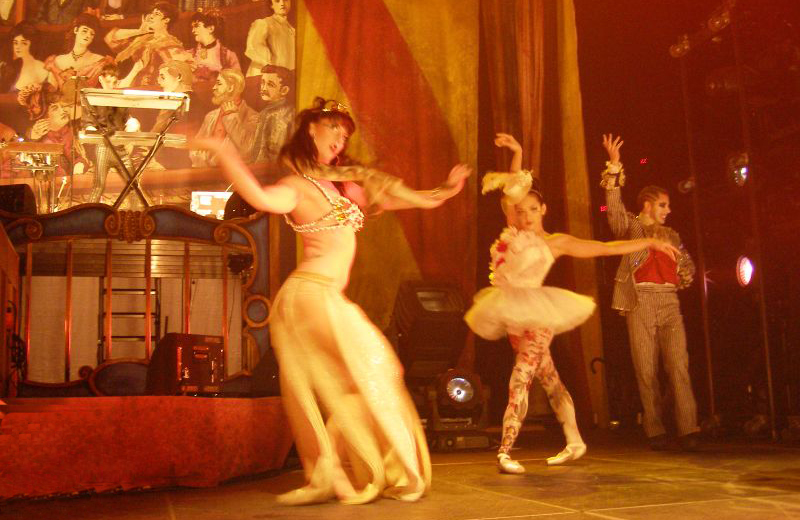
Des artistes du cirque lors d'un concert de Panic! at the Disco en 2006.

Le clip vidéo d'I Write Sins Not Tragedies est réalisé par Shane Drake (en), qui a auparavant travaillé avec des groupes comme Paramore, et produit par Brandon Bonfiglio et Red Van Pictures. Lors d'une réunion arrosée, le réalisateur propose cinq ou six idées au groupe et au label. Dans la version retenue, un mariage a lieu : les rangs du côté de la mariée sont remplis par des personnes sinistres aux visages peints tandis que du côté du marié s'installent des artistes du cirque, des échassiers, des bêtes de foires, etc. Le chanteur du groupe Brendon Urie joue la conscience du marié.
Le clip s'ouvre sur une table, dans une chapelle s'apprêtent à recevoir un mariage. Le couple échange ses vœux lorsqu'une personne révèle que « la mariée est une traînée » (« the bride is a whore »). Le chanteur, en Monsieur Loyal, entre alors avec des invités dans la salle, en prononçant les paroles « n'avez-vous jamais entendu parler de fermer la porte ? » (« haven’t you ever heard of closing the door? »). Alors que le couple se dispute, les invités se mettent à danser. La mariée quitte la salle. Lorsque Urie invite le marié dehors, sa promise est en train d'embrasser un autre homme.
Le tournage a lieu en décembre 2005 à Santa Clarita, en Californie, dans la ferme utilisée dans le film The Devil's Rejects. L'équipe du Lucent Dossier Experience (en) est retenue pour interpréter la famille du marié, joué par Daniel Isaac. Jessie Preston interprète la mariée. Pour des raisons budgétaires, le clip est tourné en une journée, sur environ 20 heures. En raison du froid sur le plateau, Ross et Urie sont tous les deux malades de la grippe ce jour-là et une grande partie des figurants se réchauffent en buvant de l'alcool. 
Le clip connaît un grand succès. Il remporte le prix de vidéo de l'année aux MTV Video Music Awards de 2006. En avril 2019, le clip de la chanson compte plus de 266 millions de vues sur YouTube. Il reste le clip de Panic! at the Disco le plus visionné jusqu'à cette époque, lorsqu'il est dépassé par celui de High Hopes.

## Sortie et accueil
I Write Sins Not Tragedies sort le 27 avril 2006 au format CD et vinyle.
Aux États-Unis, la chanson rencontre un grand succès en se classement à la 7e position du Billboard Hot 100. Elle reste la seule chanson du groupe à atteindre le top 40 américain jusqu'en 2015 et n'est détrônée comme plus gros succès du groupe qu'en 2018 par le titre High Hopes (classé dans le top 5). Elle connaît également un succès à la radio, la version censurée atteignant la deuxième place du classement « mainstream pop » et le top 20 des classements « alternative radio » et « adult pop ».

## Classements et certifications

### Classement hebdomadaire
| Classement (2006)              | Meilleure position |
| ------------------------------ | ------------------ |
| Allemagne (Media Control AG)   | 66                 |
| Australie (ARIA)               | 12                 |
| Écosse (OCC)                   | 23                 |
| États-Unis (Hot 100)           | 7                  |
| États-Unis (Pop Airplay)       | 40                 |
| États-Unis (Adult Pop Songs)   | 16                 |
| États-Unis (Alternative Songs) | 12                 |
| Irlande (IRMA)                 | 50                 |
| Nouvelle-Zélande (RMNZ)        | 5                  |
| Pays-Bas (Nederlandse Top 40)  | 45                 |
| Royaume-Uni (UK Singles Chart) | 25                 |

### Certifications
| Région                                                                                                 | Certification | Ventes/Streams |
| --- | ------------- | -------------- |
| Canada (Music Canada)                                                                                  | Platine       | 80 000^        |
| États-Unis (RIAA)                                                                                      | 5 × Platine   | 5 000 000*     |
| États-Unis (sonneries, RIAA)                                                                           | Or            | 500 000^       |
| Royaume-Uni (BPI)                                                                                      | Platine       | 600 000*       |
| *Ventes selon la certification ^Mise en rayon selon la certification xNon précisé par la certification |               |                |